# Championnat du monde de hockey sur glace 1951
Navigation
Royaume-Uni 1950 Suisse 1953
Le dix-huitième  championnat du monde de hockey sur glace et par la même occasion le vingt-neuvième championnat d'Europe a eu lieu entre le 9 et le 17 mars 1951 à Paris en  France.

## Contexte
Du fait du grand nombre d'équipes, treize nations participent au championnat, il est décidé de diviser les équipes en deux groupes selon leur talent. Ainsi, c’est la première fois qu’un championnat B se déroule avec six équipes en parallèle d’un championnat A avec les sept meilleures équipes. Le championnat B est l’ancêtre de l’actuelle division 1 et fut surnommé le « Critérium Européen ».

## Championnat A
Le championnat s’est déroulé en une série de rencontres à l’issue desquelles les nations ont été classées selon les résultats.

### Résultats des matchs
| 9 mars 1951 - États-Unis 0-3 Norvège 10 mars 1951 - Canada 11-1 Finlande - Suède 5-1 Grande-Bretagne - Suisse 8-1 Norvège 11 mars 1951 - Suède 8-0 États-Unis - Canada 8-0 Norvège 12 mars 1951 - Suisse 7-1 Grande-Bretagne - États-Unis 5-4 Finlande | 13 mars 1951 - Suède 5-2 Norvège - Suisse 4-1 Finlande - Canada 17-1 Grande-Bretagne 14 mars 1951 - Suède 3-3 Suisse 15 mars 1951 - Norvège 4-3 Grande-Bretagne - Suède 11-3 Finlande - Canada 16-2 États-Unis | 16 mars 1951 - Norvège 0-3 Finlande - Canada 5-1 Suisse - États-Unis 6-6 Grande-Bretagne 17 mars 1951 - Grande-Bretagne 6-3 Finlande - Suisse 5-1 États-Unis - Canada 5-1 Suède |

### Classement du championnat A
| #      | Équipe          | PJ | V | N | D | BP | BC | Diff | Pts |
| ------ | --------------- | -- | - | - | - | -- | -- | ---- | --- |
| Or     | Canada          | 6  | 6 | 0 | 0 | 62 | 6  | +56  | 12  |
| Argent | Suède           | 6  | 4 | 1 | 1 | 33 | 14 | +19  | 9   |
| bronze | Suisse          | 6  | 4 | 1 | 1 | 28 | 12 | +16  | 9   |
| 4      | Norvège         | 6  | 2 | 0 | 4 | 10 | 27 | -17  | 4   |
| 5      | Grande-Bretagne | 6  | 1 | 1 | 4 | 18 | 42 | -24  | 3   |
| 6      | États-Unis      | 6  | 1 | 1 | 4 | 14 | 42 | -28  | 3   |
| 7      | Finlande        | 6  | 1 | 0 | 5 | 15 | 37 | -22  | 2   |

| #      | Équipe          |
| ------ | --------------- |
| Or     | Suède           |
| Argent | Suisse          |
| bronze | Norvège         |
| 4      | Grande-Bretagne |
| 5      | Finlande        |

### Médaillés
Voici l'alignement complet des médaillés du tournoi :
| Champions du mondeCanada | Bill Chandler, Denny Flanagan, Bill Flick, Bill Gibson, Dick Gray, Mallie Hughes, Don MacLean, Jim Malacko, Andrew Milroy, Hector Negrello, Stan Obodiac, Walter Rimstad, Mickey Roth, Carl Sorokowski, Don Vogan, Tom Wood Entraîneur : Dick Gray |

| ArgentSuède | Åke Andersson, Stig Carlsson, Rolf Eriksson, Arne Johansson, Erik Johansson, Gösta Johansson, Rune Johansson, Yngve Karlsson, Bengt Larsson, Åke Lassas, Börje Löfgren, Lars Pettersson, Lars Svensson, Sven Thunman, Hans Tvilling, Stig Tvilling Entraîneur : ? |

| BronzeSuisse | Jean Ayer, Hans Banninger, Gian Bazzi, Fredy Bieler, Reto Delnon, Walter Durst, André Favre, Milo Golaz, Walter Guggenbuhl, Emil Handschin, Hans Heierling, Willi Pfister, Gebhart Poltera, Ulrich Poltera, Otto Schlapfer, Otto Schubiger, Hans Trepp Entraîneur : Bibi Torriani |

## Critérium Européen

### Résultats des matchs
| 10 mars 1951 - France 1-4 Italie 11 mars 1951 - Belgique 13-3 Yougoslavie - Italie 3-1 Pays-Bas - France 7-3 Autriche 12 mars 1951 - Pays-Bas 5-2 Yougoslavie - Autriche 5-3 Belgique | 13 mars 1951 - Italie 7-3 Belgique 14 mars 1951 - Pays-Bas 4-3 Autriche - France 10-3 Yougoslavie 15 mars 1951 - Italie 6-1 Yougoslavie - France 10-0 Belgique | 16 mars 1951 - Italie 7-2 Autriche - Pays-Bas 2-1 Belgique 17 mars 1951 - Autriche 3-4 Yougoslavie - France 7-5 Pays-Bas |

### Classement du Critérium
| # | Équipe      | PJ | V | N | D | BP | BC | Diff | Pts |
| - | ----------- | -- | - | - | - | -- | -- | ---- | --- |
| 1 | Italie      | 5  | 5 | 0 | 0 | 27 | 8  | +19  | 10  |
| 2 | France      | 5  | 4 | 0 | 1 | 35 | 15 | +20  | 8   |
| 3 | Pays-Bas    | 5  | 3 | 0 | 2 | 17 | 16 | +1   | 6   |
| 4 | Belgique    | 5  | 1 | 0 | 4 | 20 | 26 | -6   | 2   |
| 5 | Autriche    | 5  | 1 | 0 | 4 | 16 | 25 | -9   | 2   |
| 6 | Yougoslavie | 5  | 1 | 0 | 4 | 13 | 37 | -24  | 2   |